# اچ‌ام‌اس مدیتور (۱۷۸۲)
اچ‌ام‌اس مدیتور (۱۷۸۲) (به انگلیسی: HMS Mediator (1782)) یک کشتی بود که طول آن ۱۴۰ فوت (۴۳ متر) بود. این کشتی در سال ۱۷۸۲ ساخته شد.